# Grigorij Ochaj
Grigorij Uljanowicz Ochaj (ros. Григорий Ульянович Охай, ur. 23 grudnia 1916?/5 stycznia 1917 w Tokmaku, zm. 8 lutego 2002 w Dniepropetrowsku) – radziecki lotnik wojskowy, pułkownik, Bohater Związku Radzieckiego (1951).

## Życiorys
Urodził się w ukraińskiej rodzinie robotniczej. Skończył 8 klas niepełnej szkoły średniej i rabfak (fakultet robotniczy), w 1935 uczył się w Melitopolskim Instytucie Pedagogicznym, we wrześniu 1935 został powołany do Armii Czerwonej. W 1937 ukończył wojskowo-lotniczą szkołę pilotów w Woroszyłowgradzie (obecnie Ługańsk) i został lotnikiem, a w maju 1938 starszym lotnikiem lotniczego pułku bombowców, od stycznia do marca 1940 uczestniczył w wojnie z Finlandią, wykonując 28 lotów bojowych, m.in. nalot bombowy w okolicy miasta Sortawała. W 1941 skończył kursy doskonalenia kadry dowódczej, później pracował jako instruktor lotnictwa myśliwskiego, w listopadzie 1942 został dowódcą klucza, a w maju 1944 szturmanem (nawigatorem) eskadry. W październiku-listopadzie 1943 odbywał staż bojowy w 897 lotniczym pułku myśliwskim na Froncie Stepowym i 2 Ukraińskim, brał udział w bitwie o Dniepr, jednak nie odnotował wtedy zwycięstw. W czerwcu 1945 został zastępcą dowódcy eskadry, a w grudniu 1945 dowódcą eskadry pułku lotnictwa myśliwskiego w Białoruskim Okręgu Wojskowym, potem w Moskiewskim Okręgu Wojskowym, w marcu 1951 został pomocnikiem dowódcy lotniczego pułku myśliwskiego i skierowany wraz z pułkiem do północnych Chin (Mukdenu). Od końca maja 1951 do lutego 1952 brał udział w wojnie w Korei (od stycznia 1951 jako zastępca dowódcy pułku), wykonując 122 loty bojowe i staczając 68 walk powietrznych, w których strącił osobiście 11 samolotów amerykańskich i australijskich. Po powrocie do ZSRR nadal służył w lotnictwie, w 1959 otrzymał stopień pułkownika, w 1960 został zwolniony do rezerwy, później pracował w lotnictwie cywilnym.

## Odznaczenia
- Złota Gwiazda Bohatera Związku Radzieckiego (13 listopada 1951)
- Order Lenina (13 listopada 1951)
- Order Czerwonego Sztandaru (4 czerwca 1955)
- Order Wojny Ojczyźnianej I klasy (11 marca 1985)
- Order Wojny Ojczyźnianej II klasy (28 listopada 1945)
- Order Czerwonej Gwiazdy (dwukrotnie - 15 listopada 1950 i 10 listopada 1951)
- Medal „Za Odwagę” (20 maja 1940)
- Medal „Za zasługi bojowe” (6 listopada 1946)

I inne.